# Xian de Yadong
Pour les articles homonymes, voir Yadong.
Le xian de Yadong (chinois simplifié : 亚东县 ; pinyin : yàdōng xiàn ; tibétain : གྲོ་མོ་རྫོང, Wylie : gro-mo rdzong, pinyin tibétain : Chomo Zong) est un district administratif de la région autonome du Tibet en Chine. Il est placé sous la juridiction de la préfecture de Xigazê.

## Démographie
La population du district était de 11 262 habitants en 1999.

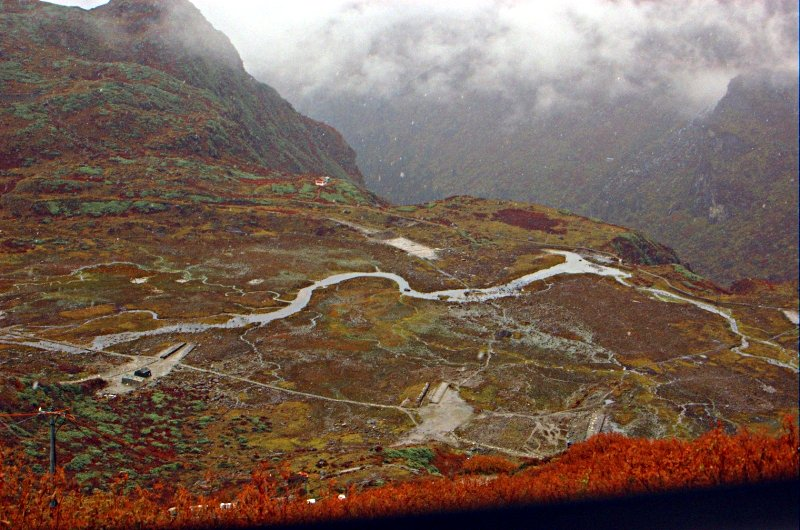
Géographie de la région, photo prise dans la zone voisine et frontalière de Nathu La, en Inde